# Пашково (Липецкая область)
Пашково — село в Усманском районе Липецкой области России. Административный центр и единственный населённый пункт Пашковского сельсовета.

## География
Село находится в юго-восточной части Липецкой области, в лесостепной зоне, в пределах Окско-Донской равнины, на берегах реки Байгоры, на расстоянии примерно 16 километров (по прямой) к востоку от города Усмань, административного центра района. Абсолютная высота — 143 метра над уровнем моря.
Климат
Климат умеренно континентальный с тёплым летом и умеренно холодной зимой. Средняя температура самого холодного месяца (января) составляет −9°С, самого тёплого (июля) — 20°С. Среднегодовое количество атмосферных осадков — 511 мм. Максимальное количество осадков выпадает в период с мая по октябрь.
Часовой пояс
Село Пашково, как и вся Липецкая область, находится в часовой зоне МСК (московское время). Смещение применяемого времени относительно UTC составляет +3:00.

## Население
| 2010 | 2011 | 2012 | 2013 | 2014 | 2015 | 2016 |
| ---- | ---- | ---- | ---- | ---- | ---- | ---- |
| 578  | ↘577 | ↘560 | ↘514 | ↘505 | ↘495 | ↘475 |
| 2017 | 2018 | 2021 |      |      |      |      |
| ↘473 | ↘455 | ↘429 |      |      |      |      |

Гендерный состав
По данным Всероссийской переписи населения 2010 года в гендерной структуре населения мужчины составляли 45,8 %, женщины — соответственно 54,2 %.
Национальный состав
Согласно результатам переписи 2002 года, в национальной структуре населения русские составляли 98 % из 805 чел.

## Инфраструктура
Функционируют основная общеобразовательная школа, фельдшерско-акушерский пункт, МУК «Досуговый центр», библиотека, магазин, отделение связи, филиал Сбербанка и автоматическая телефонная станция.

## Улицы
Уличная сеть села состоит из семи улиц.